# Hajdu-biharska županija
Hajdu-biharska županija (mađarski: Hajdú-Bihar megye) jedna je od 19 mađarskih  županija. Pripada regiji Sjevernoj Nizini (Sjevernom Alföldu). Administrativno središte je Debrecin (Debrcin). Površina županije je 6211 km², a broj stanovnika 552 998. 
Nastala je 1950-ih spajanjem Hajdučke (Hajdú vármegye, Komitat Haiduck) i Biharske (Bihar megye) županije.

## Zemljopisne osobine
Nalazi se u istočnoj Mađarskoj, u regiji Sjeverni Alföld (Észak-Alföld)
Susjedne županije su Szabolčko-szatmársko-bereška županija na sjeveru i sjeveroistoku, Boršod-abaújsko-zemplénska na sjeverozapadu, Jaziško-velikokumansko-szolnočka na zapadu i Bekeška županija na jugu. Na istoku graniči s Rumunjskom.
Gustoća naseljenosti je 89 stanovnika po četvornom kilometru. 
U Hajdu-biharskoj se županiji nalazi 82 naselja.

## Upravna organizacija
Hrvatska imena naselja prema ili
Županija se dijeli na ove mikroregije: balmazujvarošku, beretjoujfaluška, debrecinska, derečko-letavertešku, hajdubeseremjsku, hajduhadhasku, hajdusoboslovsku, polgarsku i pišpekladanjsku.

## Najveći gradovi i općine
| Grad/općina        | Br.st. (1. siječnja 2005.) |
| ------------------ | -------------------------- |
| Debrecin           | 204.297                    |
| Hajdúböszörmény    | 32.208                     |
| Hajdúszoboszló     | 23.568                     |
| Nenaš (Hajdúnánás) | 18.124                     |
| Balmazújváros      | 18.026                     |
| Berettyóújfalu     | 15.854                     |
| Püspökladány       | 15.747                     |
| Hajdúhadház        | 13.069                     |
| Hajdúsámson        | 11.573                     |
| Hajdúdorog         | 9.537                      |
| Derecske           | 9.369                      |
| Nádudvar           | 9.265                      |
| Polgár             | 8.530                      |
| Nyíradony          | 8.084                      |

### Sela i velika sela
| - Álmosd - Ártánd - Bagamér - Bakonszeg - Báránd - Bedő - Berekböszörmény - Bihardancsháza - Biharnagybajom - Bihartorda - Bocskaikert - Bojt - Csökmő | - Darvas - Ebes - Egyek - Esztár - Folyás - Földes - Furta - Fülöp - Gáborján - Görbeháza - Hajdúbagos - Hajdúszovát - Hencida | - Hortobágy - Hosszúpályi - Kismarja - Kokad - Konyár - Körösszakál - Körösszegapáti - Magyarhomorog - Mezőpeterd - Mezősas - Mikepércs - Monostorpályi - Nagyhegyes | - Nagykereki - Nagyrábé - Nyíracsád - Nyírábrány - Nyírmártonfalva - Pocsaj - Sáp - Sáránd - Sárrétudvari - Szentpéterszeg - Szerep - Tépe - Tetétlen | - Tiszagyulaháza - Told - Újiráz - Újléta - Újszentmargita - Újtikos - Váncsod - Vekerd - Zsáka |

## Stanovništvo
U županiji živi 552 998 stanovnika (prema popisu 2001.).
- Mađari = 527 291
- Romi, Bajaši = 11 742
- Rumunji = 977
- Nijemci = 902
- Ukrajinci 321
- Poljaci 169
- Grci 154
- Slovaci = 129
- ostali, među kojima Hrvata 36

## Vanjske poveznice
- (engleski) Mađarski statistički ured - nacionalni sastav Hajdu-biharske županije 2001.